# Zygolophodon
Zygolophodon es un género extinto de mastodontes que vivió en África, Asia, América del Norte y Europa durante los períodos Mioceno y Plioceno. Puede haber evolucionado a partir del género Tetralophodon.

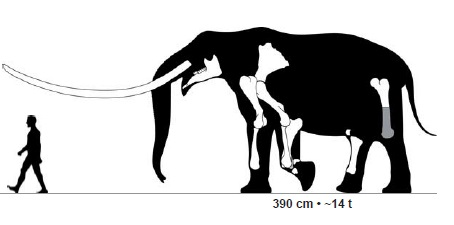
Dibujo comparativo del tamaño de un ser humano y un Z. borsoni de Milia (Grecia).

Zygolophodon borsoni (considerada por algunos una especie del género Mammut), encontrado en el Plioceno de la península balcánica, tenía una altura en la cruz de 3.9–4.1 metros y pesaba unas 14–16 toneladas; es uno de los mamíferos más grandes conocidos, junto a Paraceratherium, y es mayor que algunos saurópodos.

## Galería

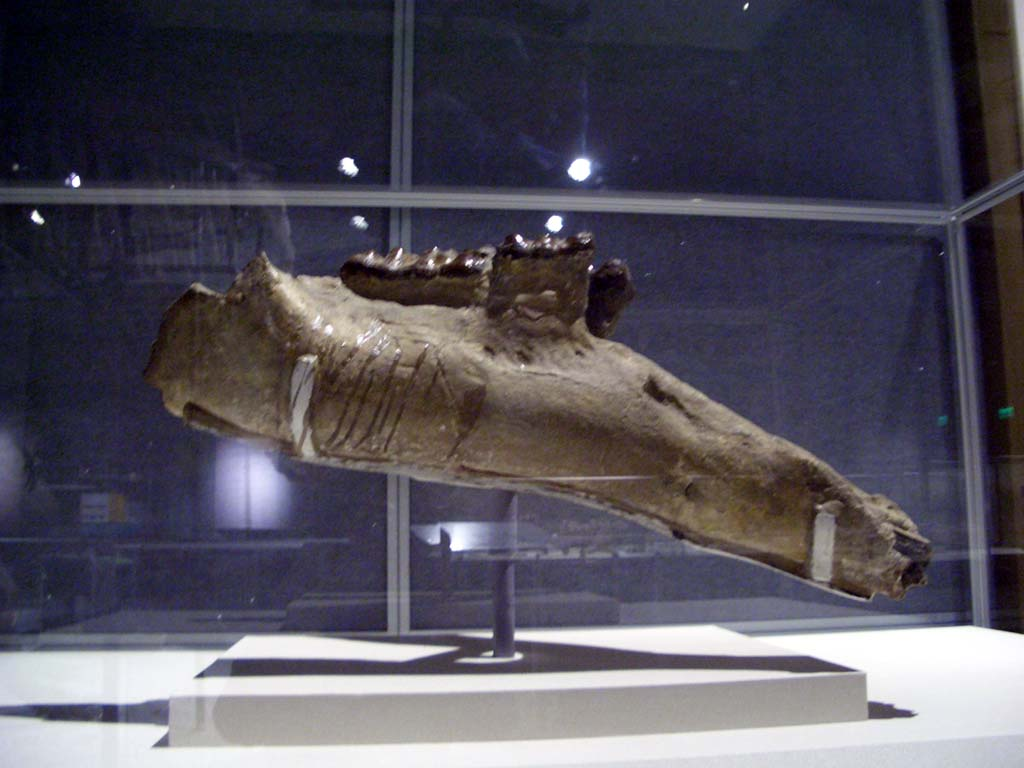
Mandíbula de Z. neimonguensis en Hong Kong.
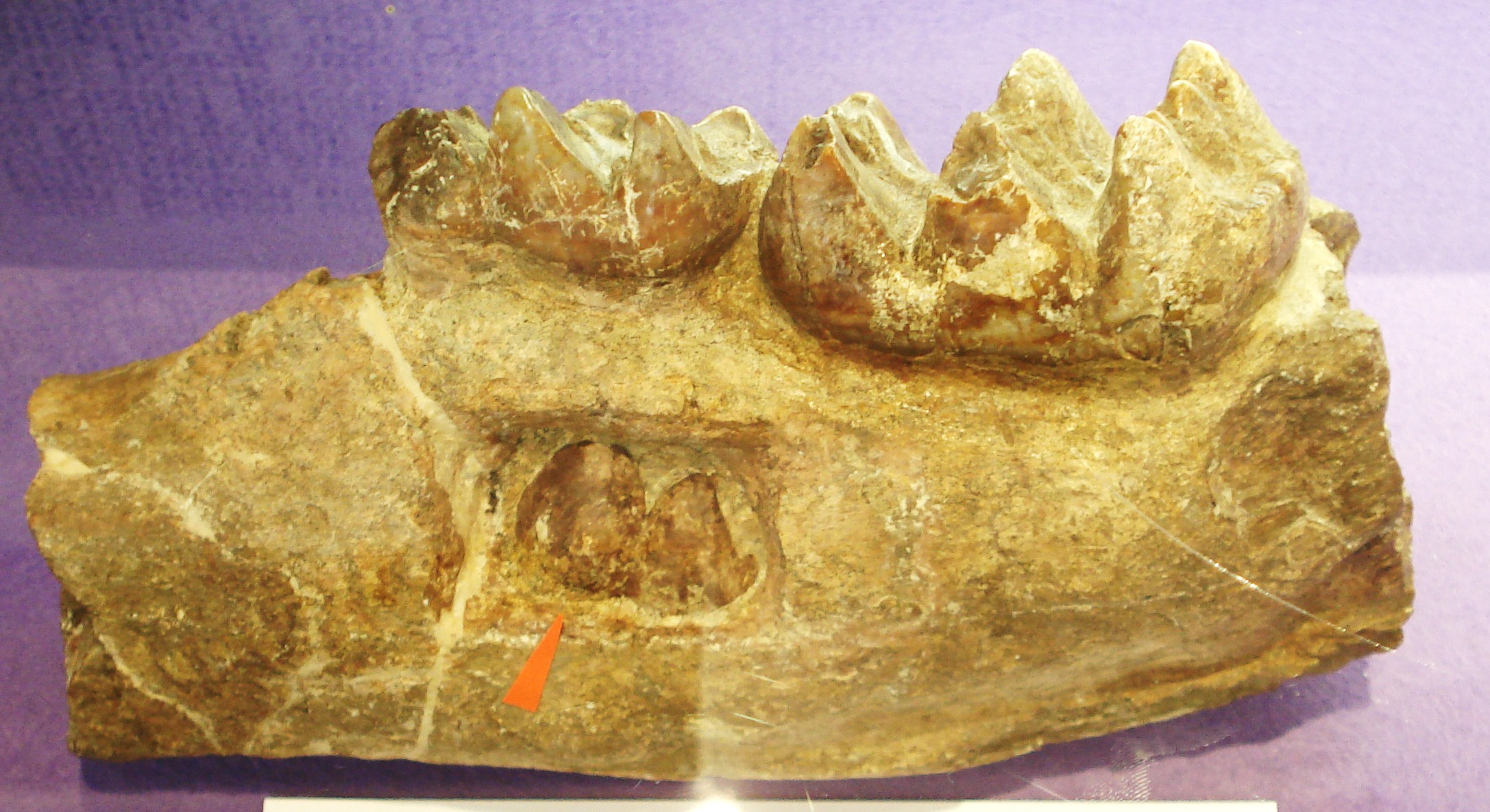
Zygolophodon turicensis.